# Steinbruch des Kalkwerks Messinghausen

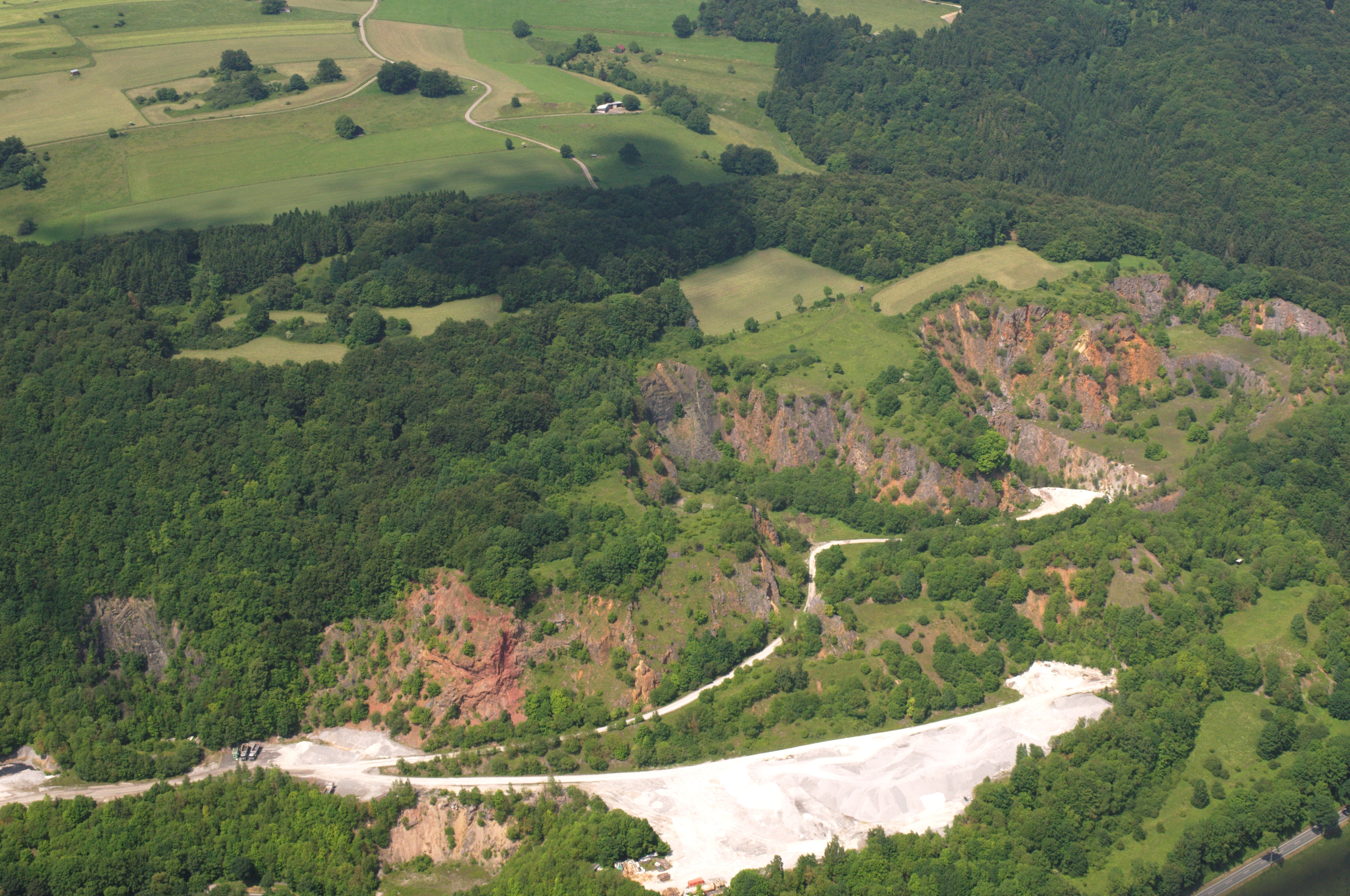
Steinbruch des Werks Messinghausen, 2013

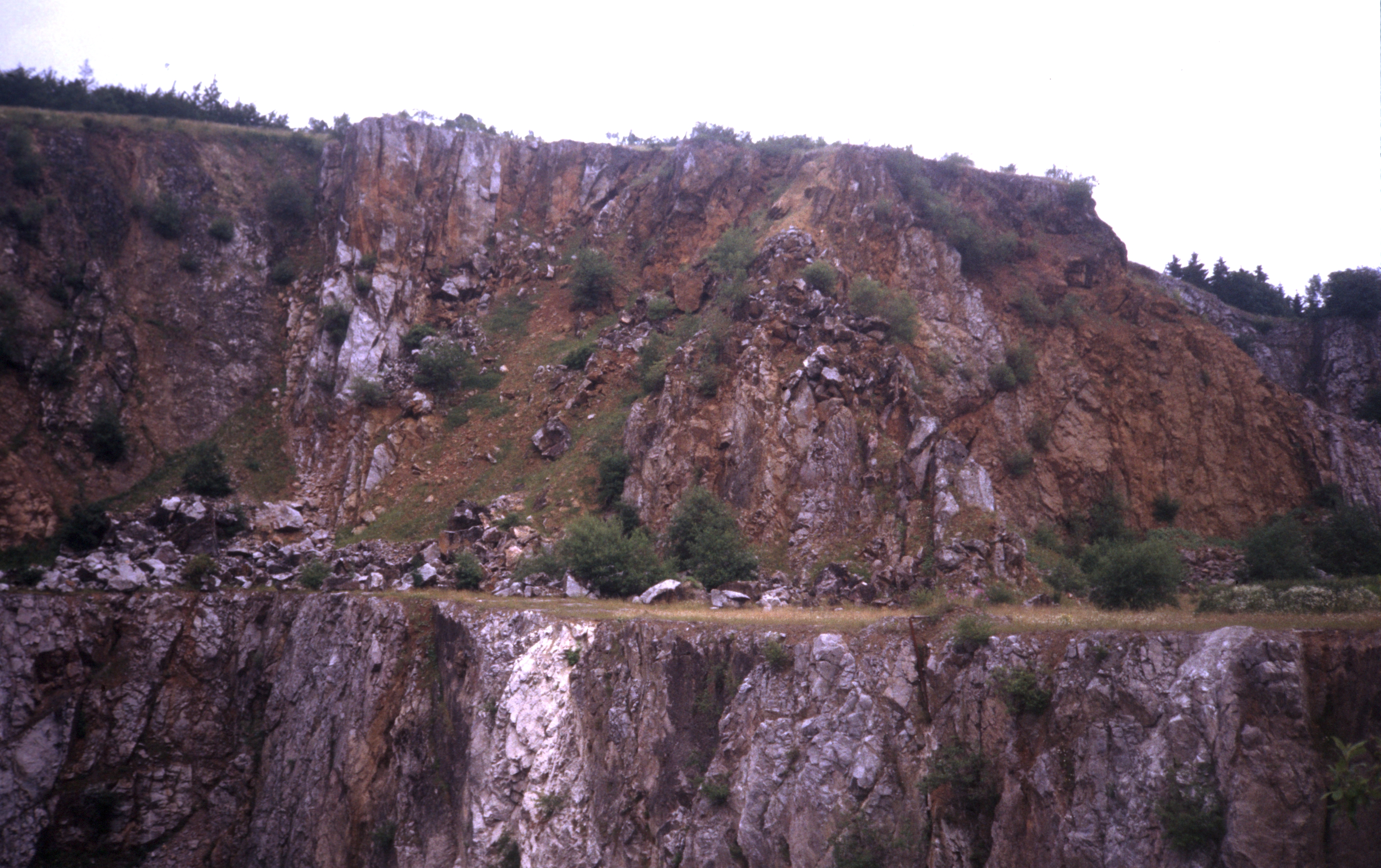
Bruchbereich der zum Naturschutzgebiet Egge gehört

Der ehemalige Steinbruch des Kalkwerks Messinghausen befindet sich beim ehemaligen Brennwerk etwa 2 km östlich von Messinghausen, Brilon. Er zählt zu Rheinkalk, Lhoist-Gruppe und wurde ab 1896 betrieben. Der Steinbruch liegt nördlich der Landstraße 870 (Warburger Straße) im Tal der Hoppecke.

## Steinbruch
Der Steinbruch hat eine Ausdehnung von über 800 m. Höchster Punkt des angeschnittenen Bergs ist die Weiße Frau (561,5 m), als Teil der Briloner Höhen. Bereits länger stillgelegte Bereiche im östlichen Bruchbereich gehören zum Naturschutzgebiet Egge, während das Naturschutzgebiet Egge sonst an der Nordgrenze des Steinbruchs liegt. Der Rest des Bruchs gehört zum Landschaftsschutzgebiet Hoppecke-Diemel-Bergland, während die Verarbeitungsanlagen außerhalb des Steinbruchs nicht Teil eines Schutzgebietes sind. Das Naturschutzgebiet Weiße Frau / Rösenbecker Burg grenzt östlich an. Auf der gegenüberliegenden Seite der Hoppecke befindet sich das Naturschutzgebiet Unteres Hoppecketal. Im westlichen Teil befinden sich einige Stollenmundlöcher aus dem Bergbau. Abgebaut und verarbeitet wird Massenkalk des Briloner Sattels aus dem Devon.
Das Kalkwerk auf dem Gelände wurde von 1896 bis 2020 betrieben. Es war der größte Arbeitgeber im Ortsteil. Abnehmer der Produkte waren Land- und Forstwirtschaft, Glasindustrie und Bauwirtschaft. Auch die Hydratanlage wurde stillgelegt. Die Kalksteinmahlanlagen waren von der Maßnahme nicht betroffen. Der Kalkstein für die Kalksteinmahlanlagen und früher für das Brennwerk kommt bzw. kam aus dem Steinbruch Rösenbeck. Bis zur Stilllegung des Brennwerks waren 60 Mitarbeiter am Standort beschäftigt.

## Steinbruch als Biotop
Der Steinbruch ist im Kataster schutzwürdiger Biotope des Landesamtes für Natur, Umwelt und Verbraucherschutz Nordrhein-Westfalen mit der Kennung BK-4518-147 unter dem Namen Steinbruch und Trockenrasen bei Messinghausen und einer Flächengröße von 16.84 ha aufgeführt. Teile des Steinbruchs werden als Lagerplatz genutzt, in einem anderen Bereich werden kalkhaltige Schlämme verkippt. Durch die mehrere Jahre zurückliegende Nutzungsaufgabe des Steinbruchs haben sich verschiedene Bereiche zu schutzwürdigen Biotopen entwickelt und bieten zum Teil seltenen Vogelarten Lebensraum. Innerhalb der kurzrasigen Vegetation befinden sich mehrere Pflanzenarten der Roten Liste. Das Gebiet fungiert als Vernetzungsbiotop der südwestlich und östlich angrenzenden Biotope. Biotoptypen nach Paragraph 20c BNatSchG sind natürliche Felswand und Kalkhalbtrockenrasen.
Im Steinbruch kommt das Männliches Knabenkraut neben zahlreichen anderen Pflanzenarten vor. Im Bruch wurden die Vogelarten Baumpieper, Uhu, Hausrotschwanz, Bluthänfling, Goldammer und Zippammer, ferner die Insektenarten Gemeine Heideschnecke, Kleiner Heufalter und Gemeiner Bläuling nachgewiesen. Bei dem Brutplatz der Zippammer handelt es sich um den Erstbrutnachweis für den Hochsauerlandkreis, den einzigen aktuellen Brutplatz in NRW und den nördlichsten bekannten Brutplatz der Art in Mitteleuropa. 
Im Kataster schutzwürdiger Biotope ist die Empfehlung aufgeführt, den ganzen Bruch als Naturschutzgebiet auszuweisen, da dem Steinbruch eine landesweite Bedeutung zugemessen wurde.

## Mineralien und Fossilien
Für den Steinbruch sind bisher folgende Mineralfunde dokumentiert (Stand 2025): Calcit, Dolomit, Eisenkiesel, Goethit, Hämatit und Limonit. Auch die Fossilien Anthozoa, Brachiopoda und Stromatoporoidea wies man nach.